# Milán-San Remo 1912
La Milán-San Remo 1912 fue la 6.ª edición de la Milán-San Remo. La carrera se disputó el 31 de marzo de 1912. El vencedor final el francés Henri Pelissier.

## Clasificación final
| Posición | Ciclista            | Equipo         | Tiempo     |
| -------- | ------------------- | -------------- | ---------- |
| 1        | Henri Pelissier     | Alcyon         | 9h 44' 30" |
| 2        | Gustave Garrigou    | Alcyon         | m. t.      |
| 3        | Jules Masselis      | Alcyon         | m. t.      |
| 4        | Ezio Corlaita       | Fiat           | m. t.      |
| 5        | André Blaise        | Alcyon         | m. t.      |
| 6        | Dario Beni          | Bianchi        | + 1' 45"   |
| 7        | Louis Heusghem      | Alcyon         | m. t.      |
| 8        | Carlo Durando       | Peugeot-Wolber | m. t.      |
| 9        | Leopoldo Torricelli | Maino          | m. t.      |
| 10       | Carlo Galetti       | Atala          | m. t.      |